# Rally de La Coruña de 1993
El Rally de La Coruña de 1993, oficialmente 11.º Rallye Ciudad de La Coruña, fue la undécima edición, la duodécima cita de la temporada 1993 del Campeonato de España de Rally y la novena del Campeonato de Galicia de Rally. Fue también puntuable para la Copa Clio, el Desafío Peugeot, la Copa Hyundai Poni y la Copa SEAT Marbella. Se celebró del 19 al 21 de noviembre y contó con un itinerario de diecisiete tramos que sumaban un total de 153 km cronometrados.

## Itinerario
| Día   | Tramo | Nombre            | Distancia | Ganador                           | Líder                |
| ----- | ----- | ----------------- | --------- | --------------------------------- | -------------------- |
| Día 1 | TC1   | Carral-Salo       | 6.71 km   | Josep María Bardolet              | Josep María Bardolet |
| Día 1 | TC2   | Soandres          | 14.95 km  | Josep María Bardolet              | Josep María Bardolet |
| Día 1 | TC3   | Rus               | 5.92 km   | Josep María Bardolet              | Josep María Bardolet |
| Día 1 | TC4   | Meirama-Quembre   | 9.08 km   | Josep María Bardolet              | Josep María Bardolet |
| Día 1 | TC5   | Carral-Salo 2     | 6.71 km   | Luis Climent                      | Josep María Bardolet |
| Día 1 | TC6   | Soandres 2        | 14.95 km  | Josep María Bardolet              | Josep María Bardolet |
| Día 1 | TC7   | Rus 2             | 5.92 km   | Josep María Bardolet              | Josep María Bardolet |
| Día 1 | TC8   | Meirama-Quembre 2 | 9.08 km   | Josep María Bardolet Luis Climent | Josep María Bardolet |
| Día 1 | TC9   | Carral-Salo 3     | 6.71 km   | Josep María Bardolet              | Josep María Bardolet |
| Día 1 | TC10  | Doroña            | 11.94 km  | Josep María Bardolet              | Josep María Bardolet |
| Día 1 | TC11  | Villozas          | 6.75 km   | Luis Climent                      | Josep María Bardolet |
| Día 1 | TC12  | Aranga            | 11.62 km  | Luis Climent                      | Josep María Bardolet |
| Día 1 | TC13  | Espenuca          | 6.20 km   | Josep María Bardolet              | Josep María Bardolet |
| Día 1 | TC14  | Doroña 2          | 11.94 km  | Josep María Bardolet              | Josep María Bardolet |
| Día 1 | TC15  | Villozas 2        | 6.75 km   | Luis Climent                      | Josep María Bardolet |
| Día 1 | TC16  | Aranga 2          | 11.62 km  | Sergio Vallejo                    | Josep María Bardolet |
| Día 1 | TC17  | Espenuca 2        | 6.20 km   | Luis Climent                      | Josep María Bardolet |

## Clasificación final
| Pos. | Piloto                | Copiloto             | Automóvil             | Tiempo  | Diferencia |
| ---- | --------------------- | -------------------- | --------------------- | ------- | ---------- |
| 1.   | Josep María Bardolet  | Joaquim Muntada      | Opel Astra GSi 16V    | 1:53:01 | 0.0        |
| 2.   | Francisco Cima        | Jacinto Martínez     | Renault Clio Williams | 1:58:15 | +5:14      |
| 3.   | Javier Azcona         | Inma Vittorini       | Renault Clio 16V      | 1:59:34 | +6:33      |
| 4.   | Miguel Martínez-Conde | Amadeo Aguirre       | Renault Clio 16V      | 1:59:49 | +6:48      |
| 5.   | Sergio Vallejo        | Diego Vallejo        | Peugeot 309 GTI 16    | 1:59:54 | +6:53      |
| 6.   | Arturo Rial           | Juan Carlos Arias    | Citroën AX Sport      | 1:59:54 | +6:53      |
| 7.   | J. Carlos Táboas      | Luis Fernández       | Citroën AX Sport      | 2:01:23 | +8:22      |
| 8.   | Miguel Ángel Fuster   | Ángel Candela        | Renault Clio 16V      | 2:02:44 | +9:43      |
| 9.   | Alfonso Loza          | José Enrique Serrano | Renault Clio 16V      | 2:03:09 | +10:08     |
| 10.  | Jaime Azcona          | Julius Billamier     | Peugeot 106 XSi       | 2:03:09 | +10:08     |